# Laufwasserkraftwerk Bettenberg
Das Laufwasserkraftwerk Bettenberg ist ein kleines Schlingenkraftwerk südlich von Wildberg im Landkreis Calw in Baden-Württemberg und das erste Stollenkraftwerk der Welt.
Es wurde 1901 in Betrieb genommen und nutzt das Gefälle von 7,20 Metern, welches die Nagold durch Umfließen des Bettenberges überwindet. Hierfür wurde ein 320 Meter langer Stollen durch den Bettenberg getrieben. Wehr und Einlaufbauwerk liegen bei Gewässerkilometer 47,84. Die elektrische Gesamtleistung der beiden Maschinensätze mit Francis-Turbinen aus den 1920er Jahren beträgt 270 Kilowatt bei einer mittleren Fallhöhe von 5,5 Metern. Das jährliche Regelarbeitsvermögen liegt bei 1700 MWh. Vor der Ende 2011 abgeschlossenen Sanierung der gesamten Anlage betrug die Gesamtleistung 200 Kilowatt.